# ساتكا
ساتكا (بالروسية: Сатка) هي إحدى مدن روسيا في الكيان الفدرالي الروسي تشيليابينسك أوبلاست.